# Senice na Hané (nádraží)
Senice na Hané je železniční stanice v Senici na Hané v Olomouckém kraji. Je součástí neelektrizované jednokolejné železniční trati Olomouc – Senice na Hané – Prostějov, kde leží mezi stanicemi Příkazy a Drahanovice. Leží také na jednokolejné neelektrizované trati Červenka – Senice na Hané.
Stanici obsluhují pravidelné osobní vlaky Českých drah. Stanice je zařazena do Integrovaného dopravního systému Olomouckého kraje (zóna 88). Na začátku roku 2025 byla dokončena kompletní rekonstrukce nádražní budovy za 16 milionů korun, která zahrnovala modernizaci interiéru, novou fasádu a střechu.